# Candice Miller
Candice S. Miller (ur. 7 maja 1954) – amerykańska polityk, członkini Partii Republikańskiej i kongreswoman ze stanu Michigan (od roku 2003).